# Reichsgewerkschaft deutscher Eisenbahnbeamten und -anwärter
Der Reichsgewerkschaft deutscher Eisenbahnbeamten und -anwärter war von 1920 bis 1925 eine freie Gewerkschaft für Eisenbahnbeamte in der Weimarer Republik.

## Geschichte
Die Gewerkschaft wurde am 10. Juni 1920 gegründet und war Mitglied im Deutschen Beamtenbund.
Die Reichsgewerkschaft organisierte Anfang 1922 Lohn-Streiks von Eisenbahnbeamten. Für die Dauer von sechs Tagen wurde die Arbeit niedergelegt, um den Forderungen Nachdruck zu verleihen.
Streiks von Beamten waren mit dem Verständnis der anderen Mitglieder des Beamtenbundes nicht vereinbar. In Folge bemühte sich die Reichsgewerkschaft um den Zusammenschluss mit dem Deutschen Eisenbahner-Verband. 
Die neue Gewerkschaft Einheitsverband der Eisenbahner Deutschlands (EdED) wurde am 27. Juni 1925 in Köln gegründet.

## Vorsitzende
- 1920: Otto Schuldt
- 1923: Alex Möller